# Luigi Testarmata
Luigi Testarmata (Roma, 13 gennaio 1936) è un ex tiratore a segno italiano.

## Biografia
Luigi Testarmata è stato medaglia d'oro ai Mondiali di Phoenix, insieme a Giuseppe De Chirico, Franco Donna e Walter Frescura.
Nel 1966 e nel 1971 è stato Campione Italiano nella specialità della Carabina Standard a 50 m 60 colpi 3 posizioni e Vice Campione Italiano nel 1969, 1972, 1974 nella Carabina Libera a terra 50 m 60 colpi.
È stato un dirigente del Gruppo Sportivo Fiamme Oro per il settore di Tiro a Segno nelle specialità di carabina.
Ha ricoperto l'incarico di Tecnico delle specialità di carabina della Nazionale Italiana di Tiro a segno e sotto la sua guida alle Olimpiadi di Los Angeles 1984 la tiratrice meranese Edith Gufler ha vinto la medaglia d'argento nella specialità della Carabina a 10 m ad aria compressa con il punteggio di 391/400.
È stato insignito della Medaglia d'Oro al valore atletico e della Stella d'Argento per meriti sportivi oltre che del titolo di Cavaliere della Repubblica.

## Palmarès

### Campionati mondiali
- 1 medaglia:
  - 1 oro (Carabina 50 m a terra a squadre a Phoenix 1970)